# 横手市立川西小学校
横手市立川西小学校（よこてしりつ かわにししょうがっこう）は、秋田県横手市大森町袴形にかつて存在した公立小学校。
2009年3月31日に閉校し、横手市立大森小学校に統合された。

## 沿革

### 略歴
川西小学校の前身となるのは、明治期に発された学制によって1874年から1976年にかけて開校した以下の学校となっている。
- 対嶺学校 - 1874年11月5日開校
- 雄西学校 - 1875年4月9日開校

- 十日町学校 - 1875年11月25日開校
- 袴形学校 - 1876年開校

1876年4月に雄西学校が袴形学校へ統合、1883年には十日町学校と統合して「十日町学校」と改称した。1887年に「袴形小学校」と改称、1889年に「袴形簡易小学校」へ、1892年には「袴形尋常小学校」へ、1901年には高等科を附設して「袴形尋常高等小学校」と改称を重ねた。対嶺学校については、1882年に「板井田小学校」へ、1889年に「板井田簡易小学校」へ、1902年には高等科を附設して「板井田尋常高等小学校」へと改称している。
袴形尋常高等小学校と板井田尋常高等小学校の2校は1906年5月21日に統合し、「川西尋常高等小学校」が発足。校舎は川西村袴形字影取111番地（現在地）に新築された。
第二次世界大戦が勃発し、国民学校令が公布された1941年に「川西国民学校」へ、終戦後の学校教育法によって「川西村立川西小学校」へと改称。1955年に八沢木村が大森町と合併した際に「大森町立川西小学校」へと改称した。
2005年には、旧横手市と平鹿郡5町2村による合併で横手市が発足し、「横手市立川西小学校」と改称。ただ、市が策定した学校統合計画に基づき2009年に閉校し、大森小学校（2代目）・白山小学校とともに大森小学校（3代目）へと統合された。

### 年表
以下、注釈の無い項目は『大森町郷土史（1981年）』の情報によるもの。
- 1874年11月5日 - 板井田村外6番地に「対嶺学校」として開校。
- 1875年
  - 4月9日 - 旧松田村役所内に「雄西学校」が開校。
  - 11月25日 - 十日町村42番地「十日町学校」が開校。
- 1876年（明治9年）
  - 袴形村31番地に「袴形学校」が開校。
  - 4月11日 - 対嶺学校が雄西学校を統合。
- 1882年7月 - 対嶺学校、「板井田小学校」と改称。
- 1883年10月10日 - 十日町学校、袴形学校が合併し「十日町小学校」となる。校舎を袴形村南砂間内に新築。
- 1887年4月1日 - 十日町小学校、「袴形小学校」と改称。
- 1889年4月1日 - 袴形小学校、「袴形簡易小学校」と改称。
- 1892年4月1日 - 袴形簡易小学校、「袴形尋常小学校」と改称。
- 1889年4月 - 板井田小学校、「板井田簡易小学校」と改称。
- 1898年10月2日 - 板井田簡易小学校、校舎を新築。
- 1901年4月22日 - 板井田簡易小学校、高等科を附設し「板井田尋常高等小学校」と改称。
- 1903年4月1日 - 袴形尋常小学校、高等科を附設し「袴形尋常高等小学校」と改称。
- 1906年5月21日 - 袴形尋常高等小学校、板井田尋常高等小学校の統合によって「川西尋常高等小学校」が発足。校舎を新築。
- 1926年11月12日 - 新校舎が竣工。落成式を挙行。
- 1941年4月1日 - 国民学校令により、「川西国民学校」と改称。
- 1947年4月1日 - 学校教育法（現行法）により、「川西村立川西小学校」と改称。川西中学校を附設。
- 1956年4月1日 - 町村合併により、「大森町立川西小学校」と改称。
- 1974年9月7日 - 新校舎竣工。
- 1995年12月10日 - 校舎の大規模改修工事竣工[6]。
- 2005年10月1日 - 市町村合併により「横手市立川西小学校」となる。
- 2008年12月7日 - 閉校式典挙行[5]。
- 2009年3月31日 - 閉校[1][5]。

## 校歌
- 作詞：八木橋雄次郎
- 作曲：八木伝

## 周辺
- 秋田県道36号大曲大森羽後線
- 三助稲荷神社